# Phymorhynchus speciosus
Phymorhynchus speciosus là một loài ốc biển, là động vật thân mềm chân bụng sống ở biển trong họ Conidae.